# Wolfgang Schantl

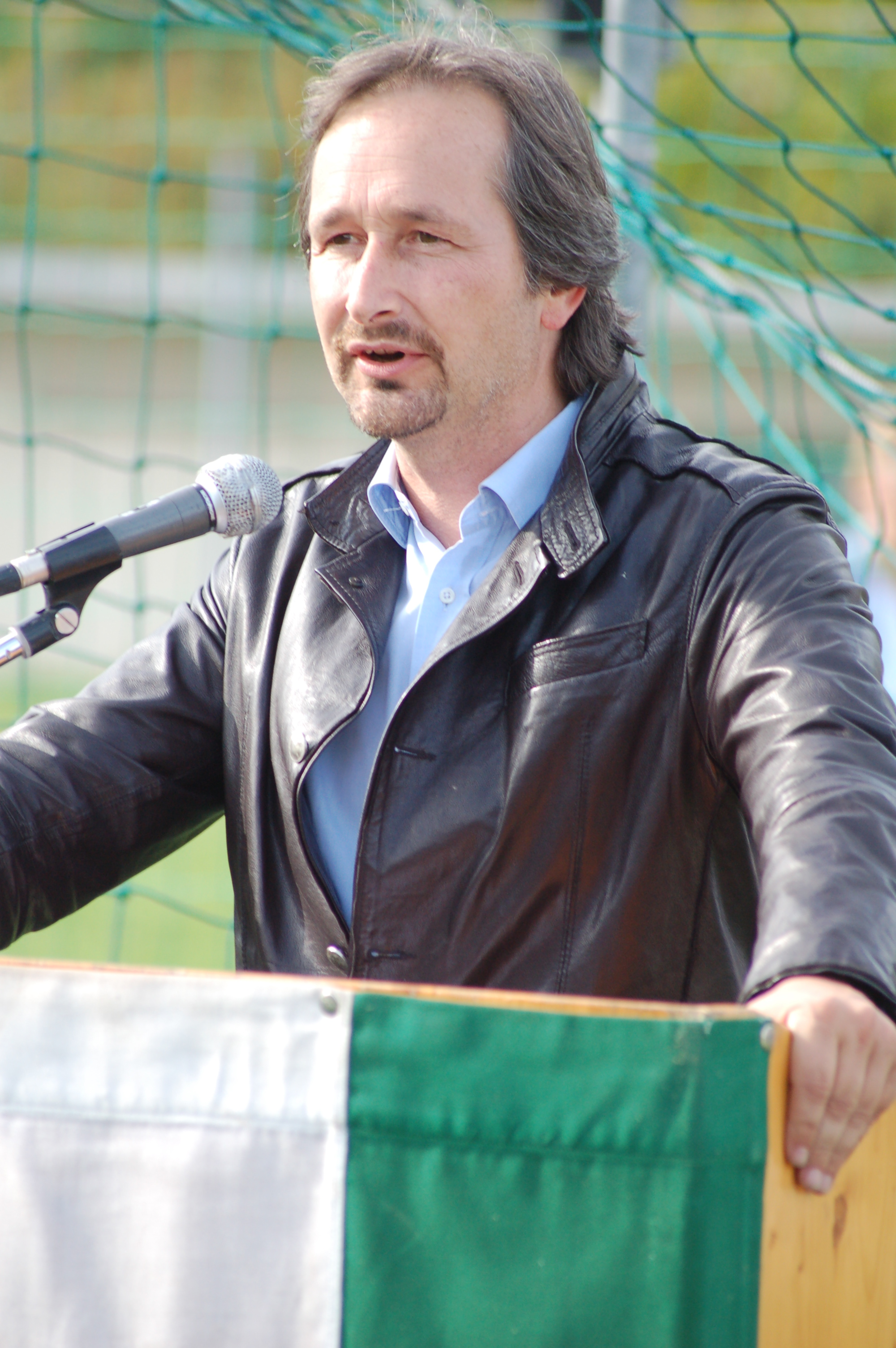
Wolfgang Schantl bei der Eröffnung des Kunstrasenplatzes in Völkermarkt (September 2007)

Wolfgang Schantl (* 29. September 1961 in Klagenfurt am Wörthersee) ist ein österreichischer Arzt und Politiker (SPÖ). Von 2005 bis Juli 2008 war er Landesrat und Mitglied der Kärntner Landesregierung Haider III.

## Persönliches
Wolfgang Schantl maturierte am BORG in Klagenfurt und studierte im Anschluss Medizin an der Universität Wien. Er startete seine medizinische Laufbahn 1987 als Turnusarzt am Landeskrankenhaus Klagenfurt und absolvierte eine Ausbildung zum Facharzt für Plastische und Wiederherstellende Chirurgie. 1996 wurde er Erster Oberarzt an der Abteilung für Plastische Chirurgie. 2003 wechselte er ins Gesundheitsmanagement, wo er für die Firma addIT, einer Tochterfirma Siemens, arbeitete.  Ab 2004 war er für das Siemens Health Management tätig. Zu seinen Aufgaben gehörte die Entwicklung neuer ganzheitlicher Konzepte im Gesundheitswesen und das  Prozessmanagement in Spitälern.
Wolfgang Schantl ist der Sohn von Josef Schantl (1929–2023), dem ehemaligen Kärntner Landtagspräsidenten. Er ist geschieden und hat einen Sohn.

## Politische Karriere
Im Jahr 2005 wurde er von Gabriele Schaunig-Kandut in die Kärntner Landesregierung geholt, wo er am 23. November angelobt wurde. Vor seiner Tätigkeit als Landesrat hatte Schantl kein politisches Amt innegehabt. Als sein wichtigstes Ziel nannte Schantl bei seinem Amtsantritt die leistbare Gesundheitsversorgung für Kärnten langfristig zu sichern. Nach dem Rücktritt von Gabriele Schaunig wurde Schantl als Landesrat durch Peter Kaiser ersetzt.